# Ángel R. Esquivel
Ángel R. Esquivel (Chalco Estado México 1892- 1 de marzo de 1967) fue un actor, cantante y docente mexicano.

## Biografía
Angel Rafael Esquivel Tirado Nació en Chalco, Estado de México. 1892
Realizó sus estudios en el Conservatorio Nacional de Música (México) y posteriormente formó parte de la Compañía impulsora de Opera del famoso maestro José Pierson, incursionando así al mundo del arte lírico.
Más tarde se trasladó a Italia, donde alcanzó sus mayores triunfos con El Marcello de La Bohemia, El Conde de Luna del Trovador y muy especialmente con Rigoletto, en el Teatro Verme de Milán, que hizo época en toda Italia. Durante nueve años permaneció en ese país cosechando aplausos en diferentes ciudades.
Viajé después a Francia, Holanda, Bélgica y posteriormente a Nueva York, cantando con la Orquesta Típica de Miguel Lerdo de Tejada y de ahí se trasladó a Filadelfia, donde grabó discos para la casa Víctor.
Al regresar a México era ya poseedor de una gran experiencia y de un arte depurado. Cantó en su reaparición en el Palacio de Bellas Artes (Ciudad de México) Rigoletto y una de sus últimas actuaciones fue el Don Giovanni de Mozart, que hacia 40 años no se presentaba en nuestro país.
Durante más de 30 años se dedicó a la enseñanza, pero dejemos la palabra a él mismo, quién dejó su propio sentir al respecto:
"...al decaer el ambiente en que había reinado el género lírico, me sentí desconcertado; la razón de mi vida aparentemente había terminado. Entonces recibí la sugerencia del maestro David Silva, que me ofreció, al jubilarse, sus cátedras de canto del Conservatorio Nacional de Música (México) y de la Escuela Nacional de Música de la UNAM.
La idea no me entusiasmo al principio pues me sentí aún en edad y con facultades para desarrollar mi actividad como cantante y no como maestro, pero decidí probar.
Qué nuevo horizonte se abría ante mí…  empecé a disfrutar con cada voz que recibía; al apreciar su desarrollo y sus adelantos sentía el goce mismo que había experimentado como artista pero más intensamente porque yo había participado en ese trabajo.
Me veo reflejado en cada uno de ellos, sufro con sus vicisitudes y me llenan de dicha con sus triunfos porque va un poquito de mi en cada una de sus voces."
El maestro Esquivel murió en la Ciudad de México el 1 de marzo de 1967 y a treinta y un años de su muerte, sus alumnos lo recordamos con sincera gratutid.-
Texto retomado de la introducción en el programa del 3.er festival operístico universitario de la Escuela Nacional de Música, para rendir homenaje a Angel R. Esquivel, escrito por la Maestra Guadalupe Campos Sanz en 1998.

### Carrera
Relación temporal de datos Artístico-Biográficos del Maestro Ángel R. Esquivel, los que principiaron a efectuarse, apenas terminados sus estudios en el Conservatorio Nacional de Música (México), escritos según su propia mano.
| Año     | Presentación |  |
| ------- | --- |  |
| 1915-16 | Teatro Arbeu: 2 años consecutivos actuando como Barítono en la Compañía Impulsora de Opera. |  |
| 1917    | Nueva York: Actuó como Concertista. |  |
| 1917-18 | Teatro Arbeu: Actuación como barítono al lado de famosos artistas extranjeros. |  |
| 1917    | Teatro "Esperanza Iris": En la inauguración de este teatro, tomó parte en programa literario-musical que con tal fin se organizó. |  |
| 1919    | Película "El automóvil gris": Participó en una de las películas más importantes del cine mudo mexicano, protagonizando a Francisco Oviedo, uno de los miembros de "La Banda del Automóvil Gris." |  |
| 1920    | República Mexicana: Gira Artístico-Cultural en Compañía de Artistas Nacionales. |  |
| 1921    | Teatro "Esperanza Iris": En este Teatro se estrenó la Opera "Citlali" del Maestro Jose F. Vázquez, teniendo a su cargo un papel principal. |  |
| 1924    | Teatro Arbeu: Actuación en una larga temporada de Opera Radio Difusora "Excelsior Parker": Actuó como Solista en la inauguración de esta Estación. |  |
| 1925    | Novena Sinfonía de Beethoven bajo la dirección del Maestro Don Julián Carrillo: Actuó como Solista. |  |
| 1924-25 | República Mexicana: Gira artístico-cultural en Compañía de Opera, actuando como único Barítono. |  |
| 1925-26 | Teatro Esperanza Iris: Temporada de Opera en la que actuó como Primer Barítono. |  |
| 1926    | Radio Difusora CYJ General Electric y El Universal: Actuó como Solista. |  |
| 1927    | Habana, Cuba: Actuó durante seis meses cantando Opera y Opereta. |  |
| 1927    | París, Francia: En el trayecto de La Habana a esta ciudad, canto en el "Paquebot Cuba" un Concierto de Gala bajo la Presidencia de Honor del Capitán Juan Simón. |  |
| 1927    | París, Francia: Canto un concierto en honor de La Asociación de Periodistas de París, acompañado por nuestro famoso Chelista, Rubén Montiel. |  |
| 1927-31 | Llegó a esta ciudad en septiembre de ese año, y en el mes de agosto del mismo, fui escriturado para cantar cinco representaciones de la Opera BOHEMIA de "Puccini", en la histórica ciudad de Vittorio Veneto. |  |
| 1928-31 | Trípoli, África del Norte: Fue contratado para cantar en la Inauguración del Teatro "Miramare", a cuyo acto asistió del Rey de Italia. Durante este lapso cantó, entre otras, en las siguientes ciudades del Reino Italiano: Merano, Venezia, Vercelli, Génova, Padova, Como, Modena, Lonigo, por mencionar algunas. |  |
| 1931    | Milán - Teatro "Lírico": En este Teatro se estrena la Opera "Una Tragedia Florentina" del Maestro Italiano Bellini Branca, habiéndosele encomendado el Papel de "Simón", protagonista de la obra. En este mismo año, y ya para regresar a México, cantó tres representaciones de la Opera RIGOLETTO en el Gran Teatro "Dal Verme de Milán", funciones que se verifican anualmente en la Gran Temporada. |  |
| 1931    | Teatro "Nacional de México", hoy conocido como "Bellas Artes": Apenas llegado de Europa, hizo su presentación en este Teatro con la Opera RIGOLETTO, a cuya función asistió el entonces Presidente de la República, el Señor Don Pascual Ortiz Rubio. Nota: Todas las localidades se agotaron desde el día anterior. |  |
| 1931-32 | Teatro "Nacional": A esta representación, le siguió una temporada en donde cantó siete meses, en la que hicieron su debut jóvenes con excelentes facultades artísticas, entre los cuales se cuenta el hoy Tenor Ramón Vinay. Después de esta temporada continuó actuando en diferentes Estados de la República. Nota: Por parte de las crónicas y programas que posee, ya que no fue posible conservar las de todas sus actuaciones, podrá estimarse cuan crecido ha sido el número de Operas por el cantadas. |  |
| 1934    | "Teatro Arbeu": Participó en el Concierto R.C.A. Víctor de la Estación de X.E.W. bajo la dirección de la Gran Compositora Maria Grever, interpretando a "Taliu", Jefe de la Tribu India. La misma Maria Grever nos dice en el programa: "Angel R. Esquivel ha sido el primer Intérprete de mis canciones. Jamás olvidaré la creación que hizo de mi Tango "Todo por Ti". |  |
| 1935    | Teatro de "Bellas Artes": Cantó todos los conciertos de "El Retablo de Maese Pedro" del "Don Quijote de Falla", bajo la dirección del famoso Director Ernesto Ansemet. |  |
| 1935    | Se le nombró Miembro Honorario del Consejo Técnico de Concursos Nacionales del Palacio de Bellas Artes. |  |

## Discografía
Realizó varias grabaciones para el sello Victor en 1917 y 1926

### Colaboraciones
- ...Realizó colaboraciones junto con Carmen García Cornejo, Mario Talavera, María Teresa Santillan, por mencionar algunos.

```
“Uno de los pilares de la enseñanza del canto en México 
```

(Gaceta UNAM, No.2967, 6 nov de 1995)''

### Alumnos
- Barítono Roberto Bañuelas
- Soprano Guadalupe Campos
- Soprano Gilda Cruz
- Soprano Olga Georgina de Hnidey
- Soprano Angelica Dorantes
- Tenor Carlos Gutierrez
- Soprano Guillermina Higareda
- Barítono Arturo Nieto
- Soprano Cristina Ortega
- Soprano Graciela Saavedra
- Barítono Marco Antonio Saldaña
- Soprano María Luisa Salinas

Tambián otorgó clases a actores y cantantes de ranchero como Claudio Brooke, Leonorilda Ochoa, Lucha Moreno y José Juan, por mencionar algunos.